# Micranthops alceste
Micranthops alceste là một loài bướm đêm trong họ Noctuidae.